# Bruce Ford (Sänger)
Bruce Ford (* 15. August 1956 in Lubbock, Texas) ist ein US-amerikanischer Opernsänger (Tenor).

## Leben
Nach Anfängen an der Houston Opera in Texas ging er auf Anraten von Marilyn Horne 1983 nach Deutschland. Hier war er an den Opernhäusern in Wuppertal, Mannheim und Düsseldorf-Duisburg engagiert. Bekannt wurde er, als er beim Rossini Opera Festival Pesaro  1990 in Ricciardo e Zoraide einsprang. Seither hat er sich einen Namen als Spezialist für selten aufgeführte Belcanto-Opern gemacht. Er sang u. a. an der Wiener Staatsoper (1990–1992), der Covent Garden Oper London (1991), am Teatro alla Scala in Mailand (1995), sowie beim Festival d’Aix-en-Provence (1985), bei den Salzburger Festspielen (1993), beim Glyndebourne Festival (1995) und beim Edinburgh Festival (1997).

## Repertoire
Zu seinem Repertoire gehören Partien wie der Graf Almaviva in Il barbiere di Siviglia, die Titelrolle in Otello und der Lindoro in L’italiana in Algeri von Rossini, die Titelpartie in Mitridate und der Ferrando in Così fan tutte von Mozart und der Edgardo in Lucia di Lammermoor von Gaetano Donizetti.

## Aufnahmen
- Auber: Le domino noir (Decca)
- Berlioz: Benvenuto Cellini (Hänssler)
- Donizetti: Francesca di Foix (Opera Rara)
- Donizetti: Pia de’ Tolomei (Opera Rara)
- Donizetti: Elvida (Opera Rara)
- Donizetti: Lucia di Lammermoor (Sony)
- Donizetti: Maria de Rudenz (Opera Rara)
- Donizetti: La romanzesca e l’uomo nero (Opera Rara)
- Donizetti: Rosmonda d’Inghilterra (Opera Rara)
- Donizetti: Zoraida di Granata (Opera Rara)
- Mayr: Medea in Corinto (Opera Rara)
- Mercadante: Emma d’Antiochia (Opera Rara)
- Mercadante: Zaïra – Querschnitt (Opera Rara)
- Meyerbeer: Il crociato in Egitto (Opera Rara)
- Meyerbeer: Margherita d’Anjou (Opera Rara)
- Mozart: Idomeneo (Chandos)
- Mozart: Mitridate, re di Ponto (Orfeo)
- Mozart: Mitridate, re di Ponto (Opus Arte, DVD)
- Mozart: Il sogno di Scipione (Naive)
- Pacini: Alessandro nell’Indie (Opera Rara)
- Pacini: Carlo di Borgogna (Opera Rara)
- Rossini: Adelaide di Borgogna (Opera Rara)
- Rossini: Armida (Brilliant)
- Rossini: Il barbiere di Siviglia (Chandos)
- Rossini: Elisabetta regina d’Inghilterra (Opera Rara)
- Rossini: Ermione (Warner, DVD)
- Rossini: Maometto secondo (Serenissima)
- Rossini: Otello (Opera Rara)
- Rossini: Ricciardo e Zoraide (Opera Rara)
- Rossini: Zelmira (Opera Rara)
- Romantic Heroes – Opernarien (Opera Rara)
- Great Operatic Arias (Chandos)
- Great Operatic Arias Vol. 2 (Chandos)
- Serious Rossini – Opernarien (Opera Rara)
- Rossini: Three Tenors – Opernszenen (Opera Rara)
- Viennese Operetta – Operettenarien (Chandos)
- La Serenata – Lieder (Opera Rara)
- Ora Divina – Lieder (Opera Rara)
- Soirées musicales – Lieder (Hyperion)